# 先手
先手（せんて）は、2人で交互に着手する展開型ゲームで、最初の一手（初手）を着手する側である。「先番」、「先手番」ともいう。
反対に、初手を着手しない側のことを後手（後手番）という。
先手と後手の双方を合わせて先後という。
また、ゲーム中において、相手が応じてくれるような攻撃や仕掛けの手を「先手」、相手の手に応じなければならないような受け側の手を「後手」ともいう。
球技によっては、「先攻」と「後攻」、「サービス側」と「レシーブ側」など、似たような表現がある。

## 石などの区別
2人で行うボードゲームの中には、両対局者が異なる色の石や駒を使用し、先手と後手の持つ色が決まっているものも多い。
- 囲碁、連珠（五目並べ）では、先手が黒石を持ち、後手が白石を持つ。黒番、白番ともいわれる。
- オセロでは、囲碁と同じように先手に黒・後手に白が割り当てられる。ただし、表裏を塗り分けた同種の石を使う。
- チェスでは、先手が白駒（薄い色の駒）を持ち、後手が黒駒（濃い色の駒）を持つ。
- シャンチーでは先手が赤字で書かれた駒を持ち、後手は黒字（あるいは緑字）で書かれた駒を持つ。

いっぽう、将棋では先後で駒の区別はない。駒の向きでどちらの対局者の駒かは区別はされるが、盤面を見て対局者の先後は判断できない。棋譜では、黒塗りの記号（☗、▲）が先手あるいはハンディをもらっている側、白塗りの記号（☖、△）が後手あるいはハンディを背負っている側として、表現されている。2枚の玉将（王将）のデザインが異なる（「王将」と「玉将」）ことがあるが、これは先後とは関係ない（ただし、一部の国語辞典などでは、上手／ウワテ以外でも、後手が王将を持つような説明をされているのもある。一部のゲームの設定上、先手が玉将、後手が王将と表現されるケースもある。）。
カードゲームではもっぱら、場上でのカードの位置でどちらの対局者のカードかが区別され、先後の区別は付かない。

## 先後の決定
先後をランダムに決定する必要がある場合は、将棋では振り駒が、囲碁ではニギリが行われる。チェスでは、一方の競技者が両手に白と黒のポーンを1つずつ隠し持ち、もう一方がどちらかを選び、その手の中に入っていた側を持つ（「トス」と呼ばれる）方法などで先後を決定する。非公式の素人同士の対局ではじゃんけんで勝者が手番を選ぶという方法もある。
将棋で駒落ちの対局を行う場合には、駒を落とした側の対局者を上手（うわて）、落とされた側を下手（したて）といい、振り駒はせずに上手から指し始める。同様に、囲碁の置き碁では、黒石を置かせた側を上手、置いた側を下手といい、白を持つ上手から打ち始める。したがって、これらの場合は「先手」とは言わず「上手」、「後手」とは言わず「下手」という。

## 手番の優位性
二人零和有限確定完全情報ゲームでは理論上、先手または後手に必勝法（厳密には、悪くて引き分けの非敗法）がある。たとえば、6×6のオセロは後手必勝である。また、五目並べは先手必勝であるため、先手のみに禁手を課すなどして先手・後手の均衡を図った連珠が作られた。
それ以上に複雑で、必勝法が見つからないようなゲームであっても、どちらかが有利である場合にはハンデキャップが設けられることがある。例えば囲碁では先手が有利なため、後手に一定量の地（コミ）を加算している。

## 局面での先後
囲碁や将棋では、一局における着手の先後の意味のほかに、以下のように、ある局面での着手の先後を意味することがある。

### 囲碁
囲碁では、ある対局者の着手に対して相手が離れた場所に着手すると先の対局者に大きな得をする手段が残る場合、先の対局者の着手を先手という。「手抜きする」ことを「手を抜く」ともいう。通常は先手と呼ばれる着手をされた相手は手抜きせずに先の対局者に得をさせない着手で応じる。この着手を後手（で受ける）という。
|  |  |  |  |  |  |  |  |  |
|  |  |  |  |  |  |  |  |  |
|  |  |  |  |  |  |  |  |  |
|  |  |  |  |  |  |  |  |  |
|  |  |  |  |  |  |  |  |  |
|  |  |  |  |  |  |  |  |  |
|  |  |  |  |  |  |  |  |  |
|  |  |  |  |  |  |  |  |  |
|  |  |  |  |  |  |  |  |  |

上図の黒1に対し白が手を抜くと黒は2の所に着手する手段が残る。黒が2の所に打つと隅の白4子が取れて大きな黒地ができる得をする。そこで通常は白は白2と後手で受ける。
ただし、囲碁の場合は将棋の王手のような絶対の先手はなく、離れた場所に、もっと得な手段があれば白は手を抜く場合もある。その例はコウを参照。この1の所を黒先手の場所という。
なお、この黒1白2の交換は、黒の権利だが、コウ材を一つ無くし、黒から2の所に打つ手段などを無くし、黒の一団のダメを一つ無くす。この交換が必須になる前に打たれると「無用、味消し、ダメヅマリ」の悪手と呼ばれる。逆に、先手で打てる所を放置すると相手にその場所か近くに打たれて損をする場合もある。このような先手の手段を行うか否かの選択を「利かしは惜しまず含みは残せ」という格言で表現する。「利かし」は先手の手段で得を図ることであり、「含み」は複数の手段の選択の余地が残されていることである。
石を取るか取られるかの戦いなどの場合、互いに手を抜けずに相手の着手の近くに着手することを繰り返す場合があり、その最後の着手を「後手を引く」という。また、その最後の着手で「一段落」という。一段落の次の着手の権利を得ることを「先手を取る」という。
序盤の隅の戦いである定石では先手を取ることができるものを先手定石、後手を引く場合を後手定石という。
終盤の地の境界を確定させつつ地の得を図る戦いであるヨセでも同様の先手ヨセや後手ヨセがある。
また、武道と同様に、囲碁にも「後の先」という戦法がある。囲碁の場合は自分の石の集まりを強くする（「厚い形にする」という）ことで一端は後手を引くが、後に得をする手段を残すことを指す。その例はマガリを参照。

### 将棋
将棋では、ある局面で何らかの不利益（王手や飛車取りなど）を回避するために指し手を抜けない局面（手抜けない局面）を生じることがある。このような相手方にとって指し手を抜くことができないような不利益な局面を作り出すことができる側を先手、指し手を抜くことができないような不利益な局面を作り出されてしまった側を後手という。
また、この意味で先手になることを「先手を取る」「手番を握る」「手番が回ってくる」、後手になってしまうことを「後手を引く」という。
具体的にどのような局面が指し手を抜くことのできない不利益な局面になるかは局面の状態によって異なる。例外的に王手は常に回避の必要があるため、逆王手がかかるような特殊な場合を除いて、王手をかけられた側は常に後手を引いてしまうことになる。ただし、「王手は追う手」という将棋の格言があるように、王手は先手を取ることはできるものの、相手の王将を逃がしてしまうような王手は悪手と評価されることになる。

## 慣用句
囲碁では格下（アマチュアでは1段級位下）の対局者がコミなしの先手番をとることになるため、相手の優位を認めることを「一目置く」という（最初に一目を置くの意）。
この慣用句は「相手が自分よりも能力が高いと認めて敬意を払う」意味で一般にも使われる。